# CSS Jamestown
CSS Jamestown – konfederacki parowiec, oryginalnie wodowany jako statek pasażerski w 1853 roku, uczestniczący w wojnie secesyjnej.

## Dowódcy
- por. Joseph Nicholson Barney (1861–1862)
- por. George W. Harrison (maj 1862)